# Каменское (Одесская область)
Каменское (укр. Кам'янське) — село, относится к Болградскому (Арцизскому) району Одесской области Украины. Расположено на реке Ташлык.

## История
До 1944 года носило название Ташлык. Основано в 1811 году переселенцами из Таврии. Во время первой русской революции 1905—1907 гг. здесь произошли крестьянские волнения, распространялись антиправительственные листовки. В январе 1906 года сельский сход принял решение о передаче земли крестьянам и о «неповиновении властям», осенью в селе проводили революционную работу члены Кишиневской подпольной социал-демократической организации.
В селе на средства жителей построили памятник погибшим в Первой мировой войне. Так как во время постройки памятника Буджак (южная Бессарабия) относился к Румынии — все надписи написаны румынским языком, однако на макушке памятника расположен двуглавый орел. 
В июне 1940 года советская власть ворвалась в Бессарабию и началась коллективизация, раскулачивание и расстрелы недовольных.
Во время Великой Отечественной войны 258 жителей села воевали на фронтах, 64 из них не вернулись с полей сражений, 171 человек награждён орденами и медалями СССР. В честь погибших воинов-односельчан в селе в 1946 году сооружен памятник, в 1975 году возле него установлена мемориальная доска, зажжен вечный огонь славы. Установлен также обелиск на могиле неизвестного советского воина, павшего при освобождении села от фашистов 23 августа 1944 года. В 1924 году был открыт памятник в честь односельчан, погибших в годы первой мировой войны.

## Население
Население по переписи 2001 года составляло 2739 человек. Почтовый индекс — 68441. Телефонный код — 4845. Занимает площадь 5,29 км². Код КОАТУУ — 5120482701.

## Население и национальный состав
По данным переписи населения Украины 2001 года распределение населения по родному языку было следующим (в % от общей численности населения):
По Каменскому сельскому совету: украинский — 44,80 %; русский — 29,46 %; молдавский - 23,04%; белорусский — 0,04 %; болгарский — 2,26 %; гагаузский — 0,22 %; армянский — 0,04 %.

## Местный совет
68441, Одесская обл., Арцизский р-н, с. Каменское, ул. Мира, 3